# Eschbach (Bas-Rhin)
Eschbach ist eine französische Gemeinde mit 960 Einwohnern (Stand 1. Januar 2021) im Département Bas-Rhin in der Region Grand Est (bis 2015 Elsass). Sie ist Mitglied des Gemeindeverbandes Sauer-Pechelbronn.

## Geografie
Sieben Kilometer südöstlich der Gemeinde liegt Haguenau. Die Nachbargemeinden sind Laubach und Hegeney.

## Geschichte
Eschbach und Laubach sind wahrscheinlich aus dem Forst von Haguenau gerodet worden. Dafür spricht die Lage der Ortschaften südlich des Ebersbaches, und ihre damalige Zugehörigkeit zum Kloster Selz, sowie auch die Struktur der Straßen und Gehöfte. In einer Urkunde von 1143 wird Eschbach Praedium Loubach (lateinisch für „Landgut Loubach“) genannt und als geografische Lage wird in sacro nemore situm („im heiligen Hain gelegen“) angegeben.
Eschbach gehörte später zur Reichslandvogtei von Haguenau, was dazu führte, dass die Ortschaft im Westfälischen Frieden von 1648 als Reichsdorf bestätigt wurde. Die Reichsdörfer blieben, im Gegensatz zu den anderen elsässischen Ortschaften der Gegend, katholisch, dafür sorgte der 1561 eingesetzte Reichslandvogt Nicolas de Bollwiller.
Von 1871 bis zum Ende des Ersten Weltkrieges gehörte Eschbach als Teil des Reichslandes Elsaß-Lothringen zum Deutschen Reich und war dem Kreis Weißenburg im Bezirk Unterelsaß zugeordnet.

## Sehenswürdigkeiten
Kirchenschiff und Chor der Kirche Saint-Martin wurden 1767 errichtet. Von 1859 bis 1861 wurden das Kirchenschiff vergrößert und ein Glockenturm gebaut. Das Pastorat wurde zwar schon 1616 erwähnt, das heutige Gebäude stammt aber aus der zweiten Hälfte des 18. Jahrhunderts.

## Persönlichkeiten
- Lucien Deiss (1921–2007), katholischer Priester und Theologe sowie Komponist und Dichter von Kirchenliedern